# تیپ نیروی مخصوص میرزا کوچک خان
تیپ نیروی مخصوص میرزا کوچک خان از تیپ‌های نیروی مخصوص نیروی زمینی سپاه پاسداران انقلاب اسلامی است، که ستاد فرماندهی و پادگان آن در شهر لنگرود، استان گیلان مستقر می‌باشد.